# Tommaso Ceva
Tommaso Ceva (ur. 20 grudnia 1648 w Mediolanie, zm. 3 lutego 1737  w Mediolanie) – włoski uczony i jezuita. Interesował i zajmował się matematyką, był także poetą.

## Życiorys
Pochodził z bardzo bogatej i dobrze usytuowanej rodziny. Jego ojciec, Carlo Francesco Ceva, zajmował się głównie kupowaniem i sprzedawaniem ziemi i budynków ale przez pewien czas służył księciu Mediolanu jako poborca podatkowy. Jego matką była Paola Columbo. Tommaso miał trzy siostry i czterech braci, w tym Giovanniego Cevę, który także zasłużył się dla matematyki. Giovanni był również jedynym z rodzeństwa który nie został duchownym. Tommaso rozpoczął edukację w Mediolanie, w Akademii  Braidense. Po jej ukończeniu, w 1663 roku wstąpił do zakonu jezuitów. Został wówczas wysłany do Genui a potem do Nicei, gdzie kontynuował naukę w miejscowych szkołach. Był wszechstronnie wykształcony, choć wydaje się, że studiował i ukończył jedynie teologię.
W 1675 roku powrócił do Mediolanu, gdzie został nauczycielem w miejscowym kolegium jezuickim. Pracował tam przez następne czterdzieści lat i  nauczał matematyki, retoryki oraz etyki. Jego najsłynniejszym uczniem był Giovanni Saccheri, który rozpoczął tu naukę w 1690 roku. Niektóre źródła podają nawet że to Ceva nakłonił Saccheriego do zajęcia się matematyką. Dzięki rodzinnym powiązaniom był obdarzany dużym szacunkiem przez habsburskie władze Mediolanu. Czasami pisał nawet wiersze mające uświetnić lokalne uroczystości organizowane przez miejscową administrację. Niektóre z napisanych przez niego tekstów, czy to poetyckich, czy naukowych, były dedykowane hiszpańskiemu gubernatorowi miasta.
W 1669 roku ukazała się pierwsza, większa, praca naukowa autorstwa Cevy. De natura gravium poruszała tematy raczej z zakresu fizyki niż matematyki i dotyczyła grawitacji, ciążenia, swobodnego spadku i kwestii związanych z wahadłem. Podejście autora w tej pracy nie było jednak ściśle naukowe. W 1699 roku ukazały się dzieła Cevy wchodzące w skład tak zwanego Opuscula mathematica: De ratione aequilibri, De sectione geometrico-hormonia et arithmetica, De cycloide, De lineis phantasticis i De flexibilibus. Było to zebranie wyników wszystkich prac Cevy dotyczących matematyki. Poruszał w nich tematy takie jak arytmetyka, średnia geometryczno-harmoniczna, podział kąta na części, krzywa stożkowa i cykloidy oraz inne krzywe. Opisał również wymyślony przez siebie przyrząd służący do podziału kąta na kilka równych części, o którym wspominał później de l’Hospital.
Nie jest pewne, jakie poglądy miał Ceva wobec toczących się w jego czasach sporów na temat nauki. Z jednej strony wydaje się, że był zwolennikiem metod i poglądów promowanych przez Isaaca Newtona. Wiele teorii i twierdzeń Anglika znalazło się w pracach Cevy, który na nich starał się opierać swoje tezy. Z drugiej jednak strony w 1704 roku ukazała się kolejna praca Cevy, zatytułowana Philosophia novo-antiqua, która uchodzi za jedną z ostatnich prób pogodzenia starych, scholastycznych metod z nowymi, opartymi głównie na empiryzmie. Wydaje się, że Tommaso przynajmniej częściowo odrzucał poglądy Mikołaja Kopernika i Kartezjusza.
Ceva utrzymywał stały kontakt z kilkoma innymi uczonymi, takimi jak Vincenzo Viviani czy Luigi Guido Grandi. Korespondował naturalnie ze swoim bratem, Giovannim, który żył w Mantui i również zajmował się matematyką. Najwięcej pisał jednak do Grandiego z którym dyskutował na temat krzywych wyższego rzędu. Dysputa toczyła się jednak nie tylko w listach ale zaowocowała także wydaniem w 1701 roku pracy przez Grandiego, dotyczącej krzywych logarytmicznych. Ceva był bliskim przyjacielem matematyków Pietro Paolo Caravaggio i jego syna, który nazywał się tak samo. Starszy Pietro wykładał w Mediolanie matematykę i literaturę grecką a młodszy był jego asystentem. Podobnie jak Ceva, Pietro, oprócz nauki zajmował się także twórczością literacką. Kolejną ważną postacią w życiu Tommaso była Clelia Grillo, żona Giovanniego Boromeusza. Clelia była bardzo wykształcona, miała duże pojęcie o matematyce znała także wiele języków, w tym: łacinę, włoski, hiszpański, francuski, angielski, niemiecki i arabski. Była założycielką Akademii Nauk Przyrodniczych w Mediolanie (Accademia dei Vigilanti), do której należeli zarówno Ceva jak i Saccheri.
Ceva jest bardziej znany ze swoich wierszy niż publikacji naukowych. Jest uważany za ważnego, włoskiego humanistę i poetę. Jeden z jego wierszy, Jesus Puer, napisany po łacinie odniósł duży sukces i był tłumaczony na kilka języków. Wiersz był dedykowany cesarzowi rzymskiemu Józefowi I Habsburgowi, który odwdzięczył się Tommasowi, nadając mu tytuł „Teologa cesarskiego”. Jako poeta, Ceva był członkiem Akademii Arkadyjskiej, do której przystąpił w 1718 roku. Zrzeszała ona twórców piszących w klasycznym stylu i posługujących się greką lub łaciną.